# Pascal (unidade)
O pascal (símbolo: Pa) é a unidade padrão de pressão e tensão no Sistema Internacional de Unidades (SI). Equivale à força de 1 N aplicada uniformemente sobre uma superfície de 1 m².
O nome desta unidade é uma homenagem a Blaise Pascal, eminente matemático, físico e filósofo francês.
Durante muito tempo a meteorologia métrica utilizou o milibar para medir pressão. Após a mudança para o Sistema Internacional (SI), vários meteorologistas preferiram continuar usando a magnitude a que estavam acostumados e não adotaram o prefixo multiplicador quilo (x 1000) e sim o hecto (x 100).[carece de fontes?]

## Comparação com outras unidades de pressão
| 1 bar            | 100 000 Pa  |
| 1 barye          | 0,1 Pa      |
| 1 milibar        | 100 Pa      |
| 1 atmosfera      | 101 325 Pa  |
| 1 mmHg (ou Torr) | 133,322 Pa  |
| 1 inHg           | 3386,833 Pa |
| 1 cmH2O          | 98,0638 Pa  |
| 1 m.c.a.         | 9806,65 Pa  |

|        | Pa            | bar               | at               | atm               | Torr            | psi               |
| ------ | ------------- | ----------------- | ---------------- | ----------------- | --------------- | ----------------- |
| 1 Pa   | ≡ 1 N/m²      | = 10−5 bar        | ≈ 10,2·10−6 at   | ≈ 9,87·10−6 atm   | ≈ 7,5·10−3 Torr | ≈ 145·10−6 psi    |
| 1 bar  | = 100 000 Pa  | ≡ 106 dyn/cm²     | ≈ 1,02 at        | ≈ 0,987 atm       | ≈ 750 Torr      | ≈ 14,504 psi      |
| 1 at   | = 98 066,5 Pa | = 0,980665 bar    | ≡ 1 kgf/cm²      | ≈ 0,968 atm       | ≈ 736 Torr      | ≈ 14,223 psi      |
| 1 atm  | = 101 325 Pa  | = 1,01325 bar     | ≈ 1,033 at       | ≡ 1 atm           | = 760 Torr      | ≈ 14,696 psi      |
| 1 Torr | ≈ 133,322 Pa  | ≈ 1,333·10−3 bar  | ≈ 1,360·10−3 at  | ≈ 1,316·10−3 atm  | ≡ 1 mmHg        | ≈ 19,337·10−3 psi |
| 1 psi  | ≈ 6894,757 Pa | ≈ 68,948·10−3 bar | ≈ 70,307·10−3 at | ≈ 68,046·10−3 atm | ≈ 51,7149 Torr  | ≡ 1 lbf/in²       |

## Múltiplos e submúltiplos
| Múltiplo | Nome        | Símbolo |  | Submúltiplo | Nome        | Símbolo |
| -------- | ----------- | ------- |  | ----------- | ----------- | ------- |
| 100      | pascal      | Pa      |  |             |             |         |
| 101      | decapascal  | daPa    |  | 10–1        | decipascal  | dPa     |
| 102      | hectopascal | hPa     |  | 10–2        | centipascal | cPa     |
| 103      | quilopascal | kPa     |  | 10–3        | milipascal  | mPa     |
| 106      | megapascal  | MPa     |  | 10–6        | micropascal | µPa     |
| 109      | gigapascal  | GPa     |  | 10–9        | nanopascal  | nPa     |
| 1012     | terapascal  | TPa     |  | 10–12       | picopascal  | pPa     |
| 1015     | petapascal  | PPa     |  | 10–15       | femtopascal | fPa     |
| 1018     | exapascal   | EPa     |  | 10–18       | attopascal  | aPa     |
| 1021     | zettapascal | ZPa     |  | 10–21       | zeptopascal | zPa     |
| 1024     | yottapascal | YPa     |  | 10–24       | yoctopascal | yPa     |